# Aloys Kunc
Pour les articles homonymes, voir Kunc.
Aloÿs Martin Cunq dit Aloÿs Kunc, né à Cintegabelle le 1er janvier 1832 et mort à Toulouse le 7 mars 1895, est un musicographe, organiste, compositeur et maître de chapelle français. 
Il est l'auteur du célèbre cantique « Pitié Mon Dieu, c'est pour notre Patrie », joué lors de l'inauguration de la basilique du Sacré-Cœur de Montmartre et qui reste depuis l'hymne des catholiques nationalistes.

## Biographie
Aloÿs Martin Cunq opte pour son nom d'artiste Aloÿs Kunc à partir de 1851. Séminariste à Toulouse, puis organiste à Lombez, il est le premier organiste (1852) et chef de musique (1857) de la cathédrale d'Auch où il épouse Françoise Henriette Dargein, organiste et professeur de piano (élève au Conservatoire de Paris de Louise Farrenc pour le piano, et de César Franck pour l'orgue). Il s'installe définitivement à Toulouse où il tient l'orgue dans diverses églises dont l'église Saint-Aubin (1863) puis l'église du Gesù (1865), avant d'être nommé, en 1870, maître de chapelle à la cathédrale Saint-Étienne puis professeur au Conservatoire de musique de cette même ville.
Aloÿs Kunc a pour disciples les compositeurs Henri Büsser et Paul Vidal. Plusieurs de ses douze enfants (dits également "Kunc") sont aussi musiciens : Pierre Kunc, compositeur, maître de chapelle à l'église Saint-Sulpice de Paris; Aymé Kunc, 1er Grand Prix de Rome en 1902, directeur du Conservatoire de Toulouse pendant 30 ans; Camille Kunc, chef d'orchestre de l'Opéra d'Alger, à Nice et Toulon; Marie-Antoinette Kunc, professeur de chant; Catherine Kunc, professeur de piano; Cécile Kunc, également professeur de piano (méthode Blanche Selva), épouse du compositeur Adolphe Piriou.
Musicographe reconnu auprès du Saint-Siège, Aloÿs Kunc assiste aux deux congrès importants concernant le chant liturgique de l'Église : le Congrès pour la restauration du plain-chant et de la musique de l'Église en 1860 et le Congrès européen d'Arezzo en 1882. Il est le fondateur et directeur des revues Corona Sacra et Musica Sacra, consacrées à la restauration et à la promotion du chant grégorien.
Aloÿs Kunc est le compositeur de célèbres cantiques, dont Pitié, mon Dieu ("Sauvez, sauvez la France") composé pour l'inauguration de la basilique du Sacré-Cœur de Montmartre[réf. nécessaire] :
« 
Celle-ci [la construction du Sacré-Cœur de Montmartre] est inséparable de cette spiritualité ultra-montaine qui s'impose dans les années 1860 et qui prend une tonalité si particulière, marquée de messianisme et d'un climat d'apocalypse, dans la France de 1870-1871. C'est en 1872 qu'Aloys Kunc compose le « Pitié mon Dieu », dont les formules sont à jamais associées à l'époque :
Sauvez Rome et la France
Par votre Sacré-Cœur

On sait que, par la suite « Au nom du Sacré-Cœur » se substitua à la formule initiale, indice d'une certaine prudence théologique et que l'allusion à Rome disparut, remplacée par un deuxième « Sauvez », prudence politique afin de ne par rouvrir la question romaine… »
— Jacques Benoist, Le Sacré-Cœur de Montmartre, p. 23
Ce cantique remontant à 1872 avait été écrit dans le contexte de la spoliation des États pontificaux en 1870 et de la défaite de la France face à l'Allemagne en 1870-1871. D'où la présence de Rome dans le texte original du refrain.
En 1879, il publie la première édition connue de l'Ave Maria de Lourdes qu'il harmonise et intitule Sur cette colline . Cette version semble être la source du chant tel qu'il nous est parvenu.